# Bornhagen
Bornhagen ist eine Gemeinde im thüringischen Landkreis Eichsfeld am Fuße der Burgruine Hanstein. Die Gemeinde gehört zur Verwaltungsgemeinschaft Hanstein-Rusteberg.

## Lage

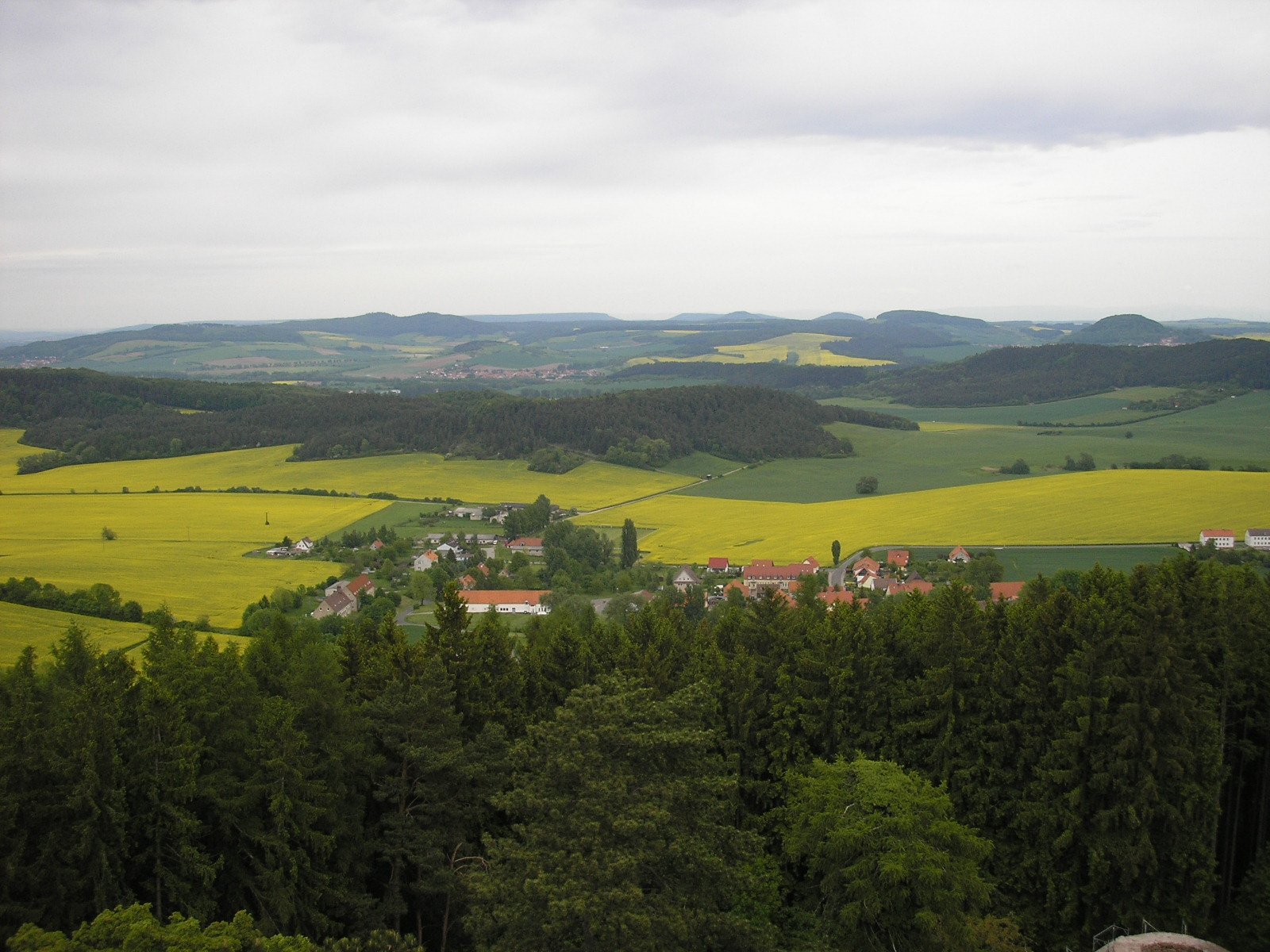
Blick von der Burg Hanstein über Bornhagen in das Obere Leinetal

Bornhagen liegt am westlichen Rand des Eichsfeldes in der Nähe des Dreiländerecks Thüringen-Hessen-Niedersachsen südlich der Bundesstraße 80. Der Ort befindet sich am nordnordöstlichen Hang unterhalb der Burg Hanstein auf einer Höhe von 285 bis 330 m ü. NN.
Der Ortsteil Rimbach befindet sich unmittelbar südlich der Burgruine in 370 m Höhe. Nachbarorte sind Neuseesen im Westen, Hohengandern und Arenshausen im Norden sowie Gerbershausen im Osten. Die höchste Erhebung in der Ortslage ist die Junkerkuppe (510,7 m) im Höhenzug des Höheberges.

## Geschichte
Bei dem im Jahr 1291 erwähnten Hagen handelt es sich vermutlich um das heutige Bornhagen, als ein Graf von Everstein Hugo von der Mark und Konrad von Rusteberg mit Besitz in Hagen, Wahlhausen und Eichenberg belehnte. Bornhagen wurde namentlich im Zeitraum von 1352 bis 1360 und nochmals 1364 erstmals als Bornhain schriftlich erwähnt und war ein Vorwerk der Burg Hanstein. Die Geschichte des Dorfes ist durch die benachbarte Burg Hanstein geprägt: Anfang des 16. Jahrhunderts zogen die Familienzweige der Herren von Hanstein in sieben neu errichtete Rittersitze in Bornhagen (Bornhof, Junkerhof, zwei Koburger Höfe, Ratshof, Steinscher Hof und Unterhof). Nach einer weitgehenden Zerstörung im Dreißigjährigen Krieg wurden die Höfe wieder aufgebaut.
Der Ort gehörte ab 1816 zum Regierungsbezirk Erfurt der preußischen Provinz Sachsen. Anfang des 20. Jahrhunderts lebten in Bornhagen 90 Einwohner. Zum 1. April 1936 wurde die um einiges größere Ortschaft Rimbach in die Gemeinde Bornhagen eingegliedert.
Zwischen Kirche und Burgmauer fiel 1945 eine Bombe. Im später abgerissenen Haus auf der Burgmauer befanden sich mechanische Rechenmaschinen des ISCO-Konstrukteurs. Das Dorf wurde kampflos von US-amerikanischen Soldaten besetzt.
Da Bornhagen der SED zu nah an der Zonengrenze lag, wurden zu DDR-Zeiten viele Bürger zwangsumgesiedelt.
Am 22. November 2017 errichtete das Zentrum für politische Schönheit unter dem Projektnamen Bau das Holocaust-Mahnmal vor Höckes Haus! 24 Betonstelen nach dem Vorbild des Holocaust-Mahnmals in Berlin. Sie wurden auf dem gemieteten Nachbargrundstück des AfD-Politikers Björn Höcke im thüringischen Dorf Bornhagen aufgestellt und sorgten bundesweit für Aufsehen.
Hintergrund der Aktion war eine Rede, die Höcke im Januar 2017 in Dresden gehalten hatte. Darin forderte er „eine erinnerungspolitische Wende um 180 Grad“ und sagte: „Wir Deutschen, also unser Volk, sind das einzige Volk der Welt, das sich ein „Denkmal der Schande“ in das Herz seiner Hauptstadt gepflanzt hat.“

### Einwohnerentwicklung
Entwicklung der Einwohnerzahl (31. Dezember):

Einwohnerentwicklung von 1994 bis 2015

| - 1994: 423 - 1995: 416 - 1996: 432 - 1997: 435 - 1998: 395 - 1999: 376 | - 2000: 415 - 2001: 385 - 2002: 376 - 2003: 363 - 2004: 323 - 2005: 325 | - 2006: 313 - 2007: 298 - 2008: 323 - 2009: 297 - 2010: 297 - 2011: 275 | - 2012: 273 - 2013: 303 - 2014: 309 - 2015: 302 - 2016: 368 - 2017: 342 | - 2018: 348 - 2019: 341 - 2020: 299 - 2021: 252 - 2022: 257 |

Datenquelle: Thüringer Landesamt für Statistik

## Politik

### Gemeinderat
Der Gemeinderat wurde bei der Kommunalwahl am 26. Mai 2019 in einer Mehrheitswahl bestimmt. Alle sechs Mitglieder des Gemeinderats gehören der Wählerliste Interessengemeinschaft/FFW an. Die Wahlbeteiligung lag bei 82,4 %.

### Bürgermeister
Der ehrenamtliche Bürgermeister Tobias Beckmann wurde in einer Stichwahl am 26. Juni 2022 gewählt.

### Landtagswahl 2014
In Bornhagen erzielte die AfD ihr Rekordergebnis im Vergleich aller Gemeinden bei der Thüringer Landtagswahl 2014. Sie erreichte 36,5 Prozent der 115 gültigen Zweitstimmen und wurde vor CDU (29,6 %) und der Linken (16,5 %) stärkste Partei. Der in Bornhagen lebende Thüringer Spitzenkandidat Björn Höcke erreichte 38,3 Prozent – 44 von 115 gültigen Erststimmen.

## Wirtschaft und Infrastruktur

### Wasser und Abwasser
Die Trinkwasserver- und Abwasserentsorgung wurde auf den Zweckverband Wasserversorgung und Abwasserentsorgung Obereichsfeld übertragen.

### Tourismus und Sehenswürdigkeiten
- Die bei Bornhagen gelegene Burgruine Hanstein geht vermutlich auf die Zeit von 820 bis 850 zurück, sicher belegen lässt sie sich ab 1070.
- Die katholische Kirche des Ortsteils Rimbach wurde vor 1400 erbaut. Der Doppelturm stammt aus dem Jahr 1921, der spätgotische Flügelaltar in der Kirche aus dem Jahr 1407.
- Die evangelische Kirche wurde 1877 errichtet. Ein großes Jesusbild im Nazarenerstil ist der Blickfang im Altarraum.
- Das Wurstmuseum zur Darstellung der Eichsfelder Schlachtertraditionen.

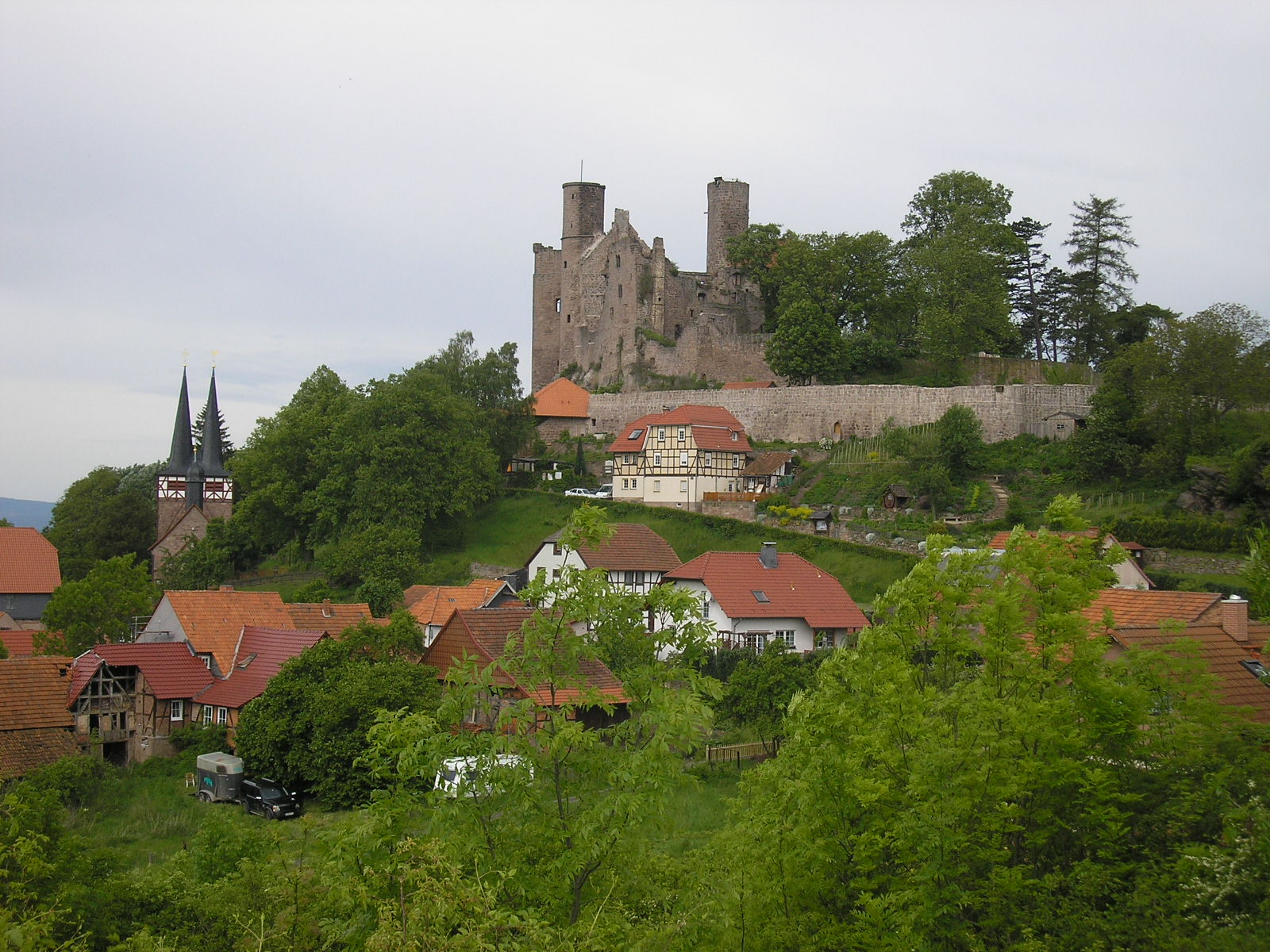
Blick auf die Burg Hanstein
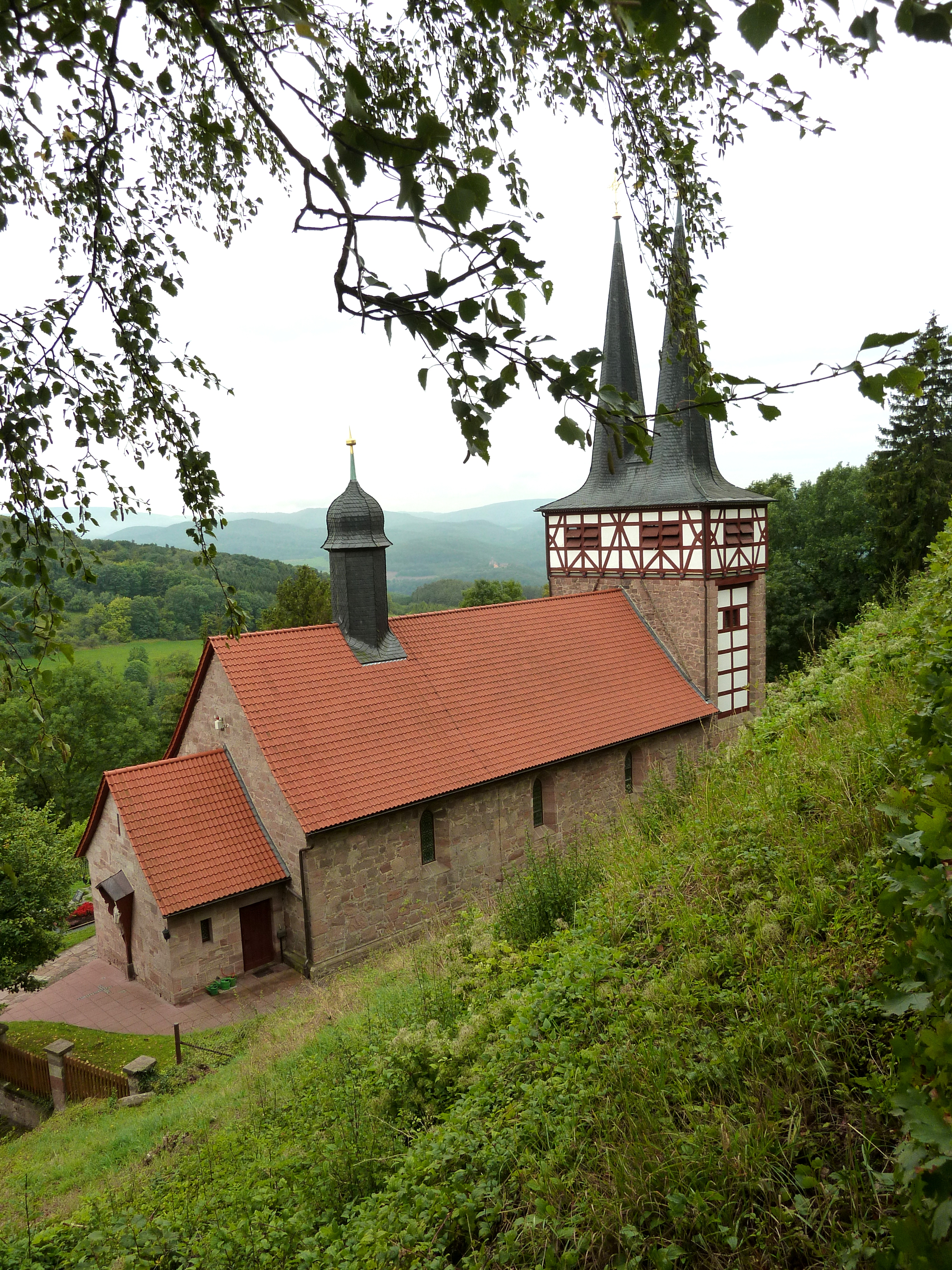
Katholische Kirche im Ortsteil Rimbach
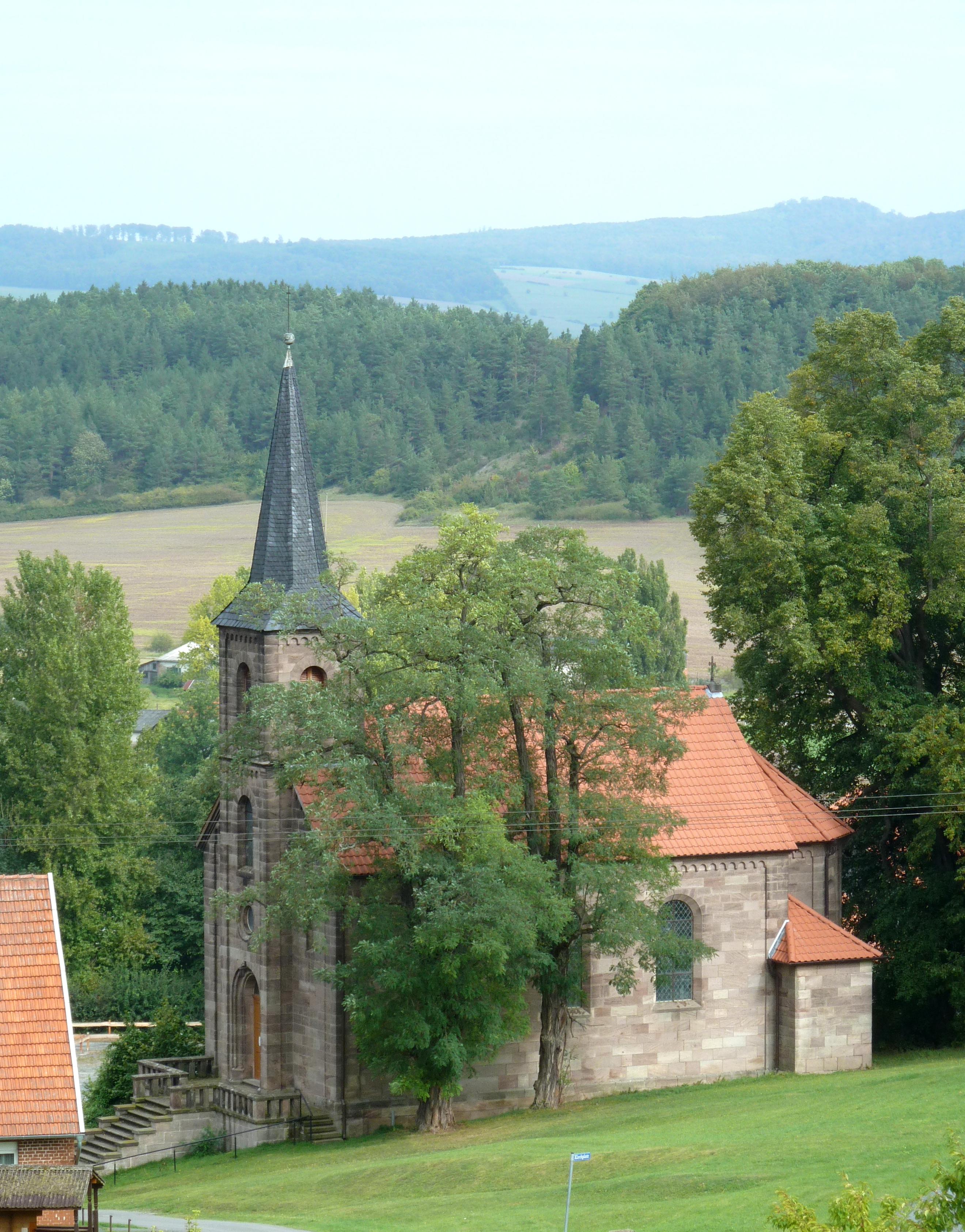
Evangelische Kirche in Bornhagen
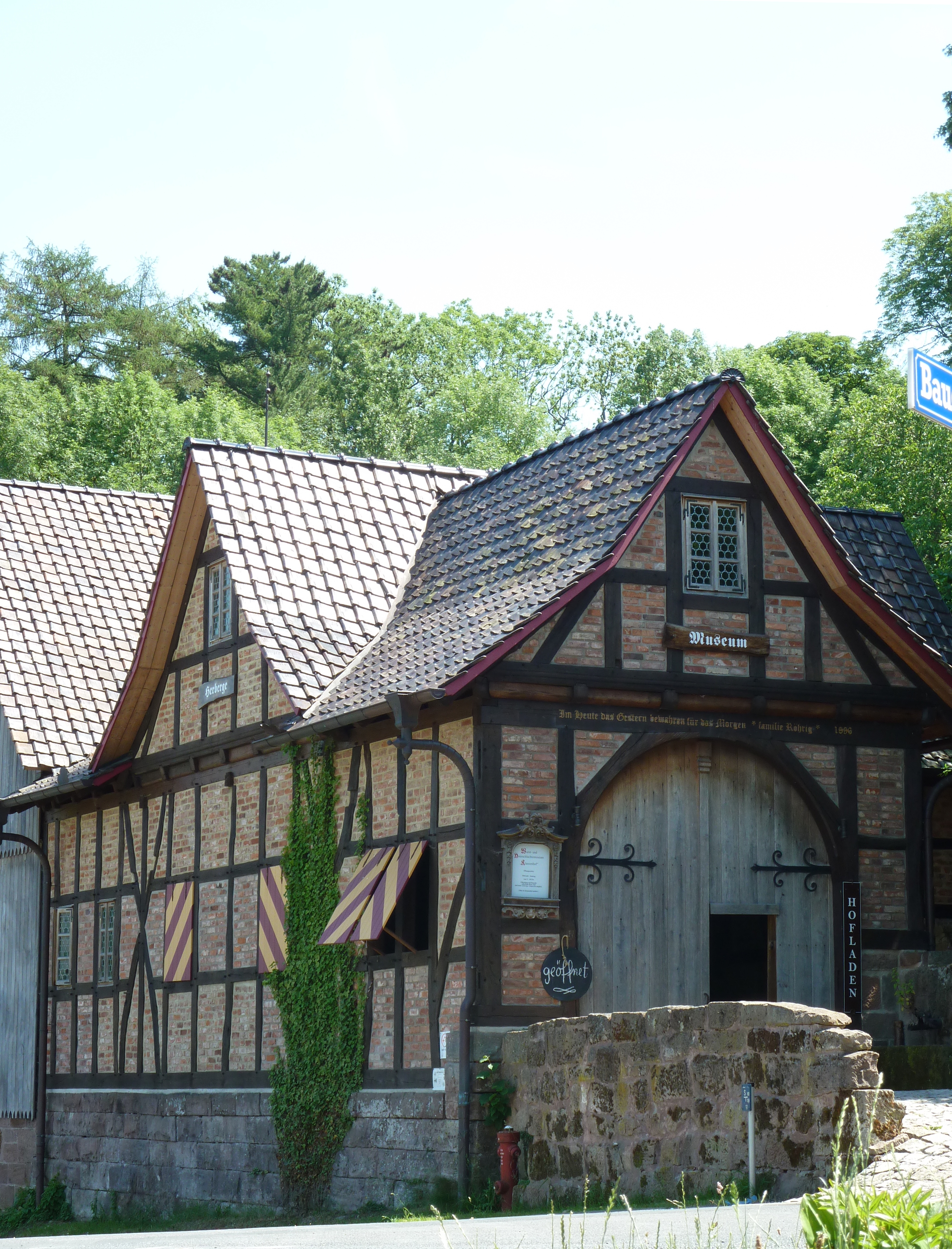
Wurstmuseum
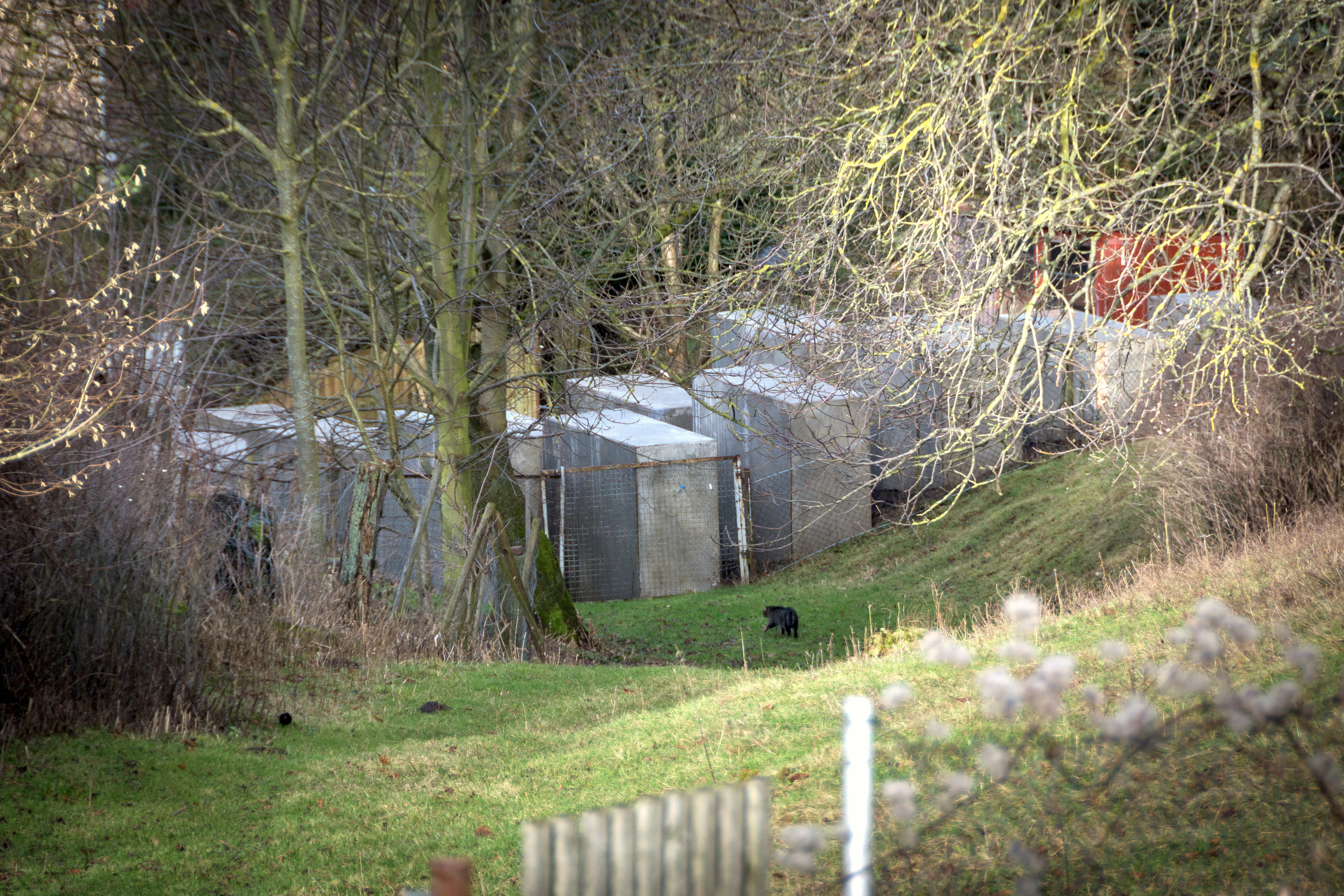
Nachbildung des Holocaust-Mahnmals neben dem Wohnhaus des rechtsextremen Politikers Björn Höcke

## Persönlichkeiten

### In Bornhagen geboren
- Conrad von Hanstein (um 1500–1553), kaiserlicher Offizier, mit prachtvollem Grabdenkmal in der Katharinenkirche Oppenheim
- Arnold Albrecht (* 1950), Bundesverdienstkreuzträger und Träger des Verdienstordens des Freistaates Thüringen

### Mit Bornhagen verbunden
- Björn Höcke (* 1972), deutscher Politiker (AfD), Rechtsextremist und früherer Gymnasiallehrer, wohnt in Bornhagen